# Crocidura vosmaeri
Crocidura vosmaeri is een spitsmuis uit het geslacht Crocidura die voorkomt op het Indonesische eiland Banka en mogelijk ook op het zuidelijke deel van het grotere nabijgelegen eiland Sumatra. Deze soort is nauw verwant aan Crocidura beccarii uit de bergen van Sumatra, die een langere vacht en langere voeten heeft; mogelijk is C. vosmaeri slechts een ondersoort van C. beccarii. Naast C. beccarii is het de kleinste spitsmuis van Sumatra. De kop-romplengte bedraagt 61 tot 65 mm, de staartlengte 37 tot 53 mm en de achtervoetlengte 11 tot 12 mm.